# Adaptive Transform Acoustic Coding
Adaptive TRansform Acoustic Coding (ATRAC) – format stratnej kompresji dźwięku stworzony przez firmę Sony. Kompresja ATRAC stosowana jest w Minidiskach.
System jest przystosowany do kompresji 16-bitowego dźwięku PCM o częstotliwości próbkowania 44.1 kHz, czyli dźwięku o jakości płyty CD-Audio, zmniejszając jego rozmiar pięciokrotnie w przypadku wersji ATRAC*1 lub dwudziestokrotnie dla algorytmu ATRAC3plus.